# ناوچه تیپ ۲۲
ناوچه تیپ ۲۲ (به انگلیسی: Type 22 frigate) یک کشتی است که طول آن Batch 1: 131.2 m (430 feet) می‌باشد.